# Union sportive Reipertswiller
 (janvier 2023).
Si vous disposez d'ouvrages ou d'articles de référence ou si vous connaissez des sites web de qualité traitant du thème abordé ici, merci de compléter l'article en donnant les références utiles à sa vérifiabilité et en les liant à la section « Notes et références ».
L'Union sportive Reipertswiller est un club français de football fondé en 1965. Le club du président Éric Riffel évolue en 2012-2013 en championnat de Division d'honneur.

## Histoire
Dès 1948 est fondé le Football club de Reipertswiller, club néanmoins dissout en 1951 faute d'effectifs.[réf. nécessaire]
C'est en 1965, sous l'impulsion d'Eric Riffel, entrepreneur dans la construction et maire du village, qu'est fondée l'US Reipertswiller. Le club repart tout en bas de la hiérarchie départementale, mais parvient rapidement à remonter les échelons. Dès la saison 1978-1979, le club remporte le titre de champion d'Alsace de Division 1 Départementale. En 1985-1986, le club monte en Division d'Honneur pour la première fois, et en profite pour se doter d'un nouveau stade: le Stade de la Forêt. En 1988, le club dispute sa première finale de coupe d'Alsace de football.[réf. nécessaire]
L'US Reipertswiller a participé au Championnat de France amateur 2 de football entre 1999 et 2002 et à la Nationale 3 (groupe C) en 1997, équivalent du CFA 2.
Il atteint le huitième tour de la Coupe de France en 1989. Face à l'US Créteil, il perd après avoir poussé ce club de D2 aux tirs au but. Il se fait remarquer lorsqu'il est confronté au Racing Club de Strasbourg au sixième tour de celle-ci en 2010. Le club est cependant éliminé par trois buts à zéro. Il réalise alors une de ses meilleures affluences avec 2022 spectateurs.

## Identité

### Logos

Ancien logo.
Logo depuis 2019.

## Palmarès et résultats sportifs

### Titres et trophées
| Compétitions régionales                                                    | Compétitions locales |
| -------------------------------------------------------------------------- | --- |
| - Division d'honneur Alsace (1er niveau régional) - Champion en 1996, 1998 | - Division 1 Départementale (1er niveau de district) - Champion en 1979 - Coupe d'Alsace Bossue (7) - Vainqueur en 1983, 1996 |

### Bilan par saison
| Saison  | Div.                  | Clas. | Pts. | M.J. | Vic. | Nuls | Déf. | B.P. | B.C. | D.B. | Coupe de France | Coupe d'Alsace |
| ------- | --------------------- | ----- | ---- | ---- | ---- | ---- | ---- | ---- | ---- | ---- | --------------- | -------------- |
| 1986-87 | DH Alsace             | 2     | 34   | 26   | 13   | 8    | 5    | 34   | 19   | 15   |                 |                |
| 1987-88 | DH Alsace             | 4     | 28   | 26   | 8    | 12   | 6    | 48   | 33   | 15   |                 | Finaliste      |
| 1988-89 | DH Alsace             | 4     | 32   | 26   | 13   | 6    | 7    | 50   | 27   | 23   |                 |                |
| 1989-90 | DH Alsace             | 11    | 24   | 26   | 11   | 2    | 13   | 30   | 48   | -18  |                 |                |
| 1994-95 | DH Alsace             | 7     | 26   | 26   | 11   | 4    | 11   | 43   | 42   | 1    |                 |                |
| 1995-96 | DH Alsace             | 1     | 51   | 26   | 15   | 6    | 5    | 61   | 31   | 30   |                 |                |
| 1996-97 | National 3 Gr. C      | 13    | 27   | 26   | 8    | 3    | 15   | 33   | 51   | -18  |                 |                |
| 1997-98 | DH Alsace             | 1     | 56   | 26   | 17   | 5    | 4    | 62   | 36   | 26   |                 |                |
| 1998-99 | CFA 2 B               | 5     | 76   | 30   | 13   | 7    | 10   | 41   | 40   | 1    |                 |                |
| 1999-00 | CFA 2 B               | 9     | 70   | 30   | 10   | 10   | 10   | 34   | 36   | -2   |                 |                |
| 2000-01 | CFA 2 C               | 4     | 79   | 30   | 14   | 7    | 9    | 43   | 33   | 10   |                 |                |
| 2001-02 | CFA 2 C               | 16    | 58   | 30   | 7    | 8    | 15   | 27   | 46   | -19  |                 |                |
| 2002-03 | DH Alsace             | 3     | 43   | 26   | 11   | 10   | 5    | 44   | 25   | 19   |                 |                |
| 2003-04 | DH Alsace             | 9     | 38   | 26   | 10   | 8    | 8    | 40   | 36   | 4    |                 |                |
| 2004-05 | DH Alsace             | 12    | 53   | 26   | 7    | 6    | 13   | 28   | 42   | -14  |                 |                |
| 2005-06 | Excellence (Bas-Rhin) | 1     | 84   | 26   | 18   | 4    | 4    | 54   | 26   | 28   |                 |                |
| 2006-07 | DH Alsace             | 3     | 73   | 26   | 14   | 5    | 7    | 39   | 28   | 11   |                 |                |
| 2007-08 | DH Alsace             | 2     | 74   | 26   | 14   | 6    | 6    | 46   | 27   | 19   |                 |                |
| 2008-09 | DH Alsace             | 3     | 70   | 26   | 12   | 8    | 6    | 46   | 41   | 5    |                 |                |
| 2009-10 | DH Alsace             | 8     | 62   | 26   | 11   | 3    | 12   | 30   | 37   | -7   |                 |                |
| 2010-11 | DH Alsace             | 10    | 59   | 26   | 9    | 6    | 11   | 32   | 43   | -11  | 6e tour         |                |
| 2011-12 | DH Alsace             | 5     | 75   | 28   | 14   | 5    | 9    | 62   | 42   | 20   |                 |                |
| 2012-13 | DH Alsace             | 11    | 55   | 26   | 7    | 8    | 11   | 29   | 37   | -8   |                 |                |
| 2013-14 | DH Alsace             | 7     | 61   | 26   | 9    | 8    | 9    | 42   | 32   | 10   |                 |                |
| 2014-15 | DH Alsace             | 4     | 66   | 26   | 11   | 7    | 8    | 49   | 44   | 5    |                 |                |
| 2015-16 | DH Alsace             |       |      |      |      |      |      |      |      |      | 3e tour         |                |

## Rivalités
Le véritable derby du nord de l'Alsace se fait contre l'US Sarre-Union, véritable « ennemi » de Reipertswiller. Les deux présidents ne se parlent pas. De plus, parfois, les derbies sont à enjeux, comme en 2007 où l'objectif était le maintien de la deuxième place. Pour Mohamed Ouadah, entraineur de l'USSU en 2008, « c'est le match de l'année ». On notera également qu'en 1984, l'US Reipertswiller avait remporté la Coupe d'Alsace Bossue en éliminant l'US Sarre-Union en finale, à Harskirchen, devant 1000 spectateurs. Le même jour, les pupilles de l'entente Reipertswiller/Wimmenau ont également remportés la Coupe d'Alsace Bossue contre Sarre-Union après avoir été menés 3-0 à la mi-temps.  